# Mario Gila
Mario Gila Fuentes (Santa Perpetua de Mogoda, Barcelona, 29 de agosto de 2000) es un futbolista español que juega como defensa en la Società Sportiva Lazio de la Serie A de Italia.

## Trayectoria
Gila se inició a los nueve años en el Unificació Club de Futbol Santa Perpètua en 2009, y donde permaneció hasta 2013. De allí hizo un periplo por diferentes clubes catalanes hasta recalar en las formativas del Real Club Deportivo Espanyol en 2017. En la disciplina «perica» formó parte del equipo juvenil en la temporada 2017-18.
En 2018 se incorporó a las categorías inferiores del Real Madrid. Formó parte del equipo juvenil, antes de incorporarse al equipo filial en 2019. Sus buenas actuaciones le valieron para ser convocado como internacional sub-19 con España. Uno de sus principales logros fue su participación en la Liga de Campeones juvenil en el curso 2018-19, donde jugó tres encuentros como titular, en los que anotó un tanto, su primero en competición internacional UEFA.
Poco a poco fue progresando hasta convertirse en el pilar de la zaga madridista entrenada por Raúl González, y suscitó el interés de varios clubes europeos, llegando a rechazar una oferta de la Unione Sportiva Sassuolo Calcio de la Serie A de Italia.
El día 30 de abril de 2022, Gila hizo su debut oficial en el primer equipo del Real Madrid, al reemplazar a Eduardo Camavinga en el minuto 75 de partido disputado ante el Real Club Deportivo Espanyol. Correspondiente a la jornada 34 del Campeonato de Liga, la victoria por 4-0 significó la proclamación del club como campeón del torneo. Disputó también los minutos finales del encuentro frente al Levante Unión Deportiva de la antepenúltima jornada que finalizó con victoria por 6-0.
El 5 de julio de 2022 firmó por la Società Sportiva Lazio de la Serie A de Italia por cinco temporadas.

## Selección nacional
El 20 de marzo de 2025 fue convocado por la selección española para el partido de vuelta de los cuartos de final de la Liga de Naciones de la UEFA 2024-25 ante Países Bajos.

## Estadísticas

### Clubes
Actualizado al último partido disputado el 26 de mayo de 2024.
| Club                                | Temporada     | Div.          | Liga  | Liga  | Liga   | Copas | Copas | Copas  | Internacional | Internacional | Internacional | Total | Total | Total  | Media goleadora |
| Club                                | Temporada     | Div.          | Part. | Goles | Asist. | Part. | Goles | Asist. | Part.         | Goles         | Asist.        | Part. | Goles | Asist. | Media goleadora |
| ----------------------------------- | ------------- | ------------- | ----- | ----- | ------ | ----- | ----- | ------ | ------------- | ------------- | ------------- | ----- | ----- | ------ | --------------- |
| Real Madrid Castilla C. F. · España | 2019-20       | 2.ª B         | 21    | 1     | —      | 3     | —     | —      | Inaccesibles  | Inaccesibles  | Inaccesibles  | 21    | 1     | 0      | 0.05            |
| Real Madrid Castilla C. F. · España | 2020-21       | 2.ª B         | 19    | 2     | —      | 1     | —     | —      | Inaccesibles  | Inaccesibles  | Inaccesibles  | 20    | 2     | 0      | 0.10            |
| Real Madrid Castilla C. F. · España | 2021-22       | 1.ª RFEF      | 32    | 2     | —      | —     | —     | —      | Inaccesibles  | Inaccesibles  | Inaccesibles  | 32    | 2     | 0      | 0.06            |
| Real Madrid Castilla C. F. · España | Total club    | Total club    | 72    | 5     | 0      | 1     | 0     | 0      | 0             | 0             | 0             | 73    | 5     | 0      | 0.07            |
| Real Madrid C. F. · España          | 2021-22       | 1.ª           | 2     | —     | —      | —     | —     | —      | —             | —             | —             | 2     | 0     | 0      | 0               |
| Real Madrid C. F. · España          | Total club    | Total club    | 2     | 0     | 0      | 0     | 0     | 0      | 0             | 0             | 0             | 2     | 0     | 0      | 0               |
| S. S. Lazio · Italia                | 2022-23       | 1.ª           | 4     | 0     | 0      | 0     | 0     | 0      | 8             | 0             | 0             | 12    | 0     | 0      | 0               |
| S. S. Lazio · Italia                | 2023-24       | 1.ª           | 21    | 0     | 0      | 4     | 0     | 0      | 4             | 0             | 0             | 29    | 0     | 0      | 0               |
| S. S. Lazio · Italia                | 2024-25       | 1.ª           | 0     | 0     | 0      | 0     | 0     | 0      | 0             | 0             | 0             | 0     | 0     | 0      | 0               |
| S. S. Lazio · Italia                | Total club    | Total club    | 25    | 0     | 0      | 4     | 0     | 0      | 12            | 0             | 0             | 41    | 0     | 0      | 0               |
| Total carrera                       | Total carrera | Total carrera | 99    | 5     | 0      | 5     | 0     | 0      | 12            | 0             | 0             | 116   | 5     | 0      | 0.04            |
| 1. 2. 3.                            |               |               |       |       |        |       |       |        |               |               |               |       |       |        |                 |

## Palmarés

### Campeonatos nacionales
| Título             | Club              | Año  |
| ------------------ | ----------------- | ---- |
| Campeonato de Liga | Real Madrid C. F. | 2022 |